# Michałów (powiat pińczowski)
Michałów – wieś w Polsce, znajdująca się w województwie świętokrzyskim, w powiecie pińczowskim, w gminie Michałów, której jest siedzibą.

## Części wsi
| SIMC    | Nazwa        | Rodzaj     |
| ------- | ------------ | ---------- |
| 0250464 | Betlejem     | przysiółek |
| 0250470 | Brejczyn     | część wsi  |
| 0250487 | Dębówka      | przysiółek |
| 0250493 | Józefówka    | przysiółek |
| 0250501 | Kwietniówka  | przysiółek |
| 0250518 | Langów       | część wsi  |
| 0250524 | Piaski       | przysiółek |
| 0250530 | Podlesie     | przysiółek |
| 0250547 | Równiny      | przysiółek |
| 0250553 | Szosa Chyłka | przysiółek |
| 0250560 | Terczyn      | przysiółek |

## Położenie
Michałów położony jest nad rzeką Mierzawą, w południowo-zachodniej części Niecki Nidziańskiej, znajdującej się w obrębie Płaskowyżu Jędrzejowskiego, Doliny Nidy i Garbu Wodzisławskiego.
Przez miejscowość przebiega Droga wojewódzka nr 766 z Morawicy do Węchadłowa.

## Historia

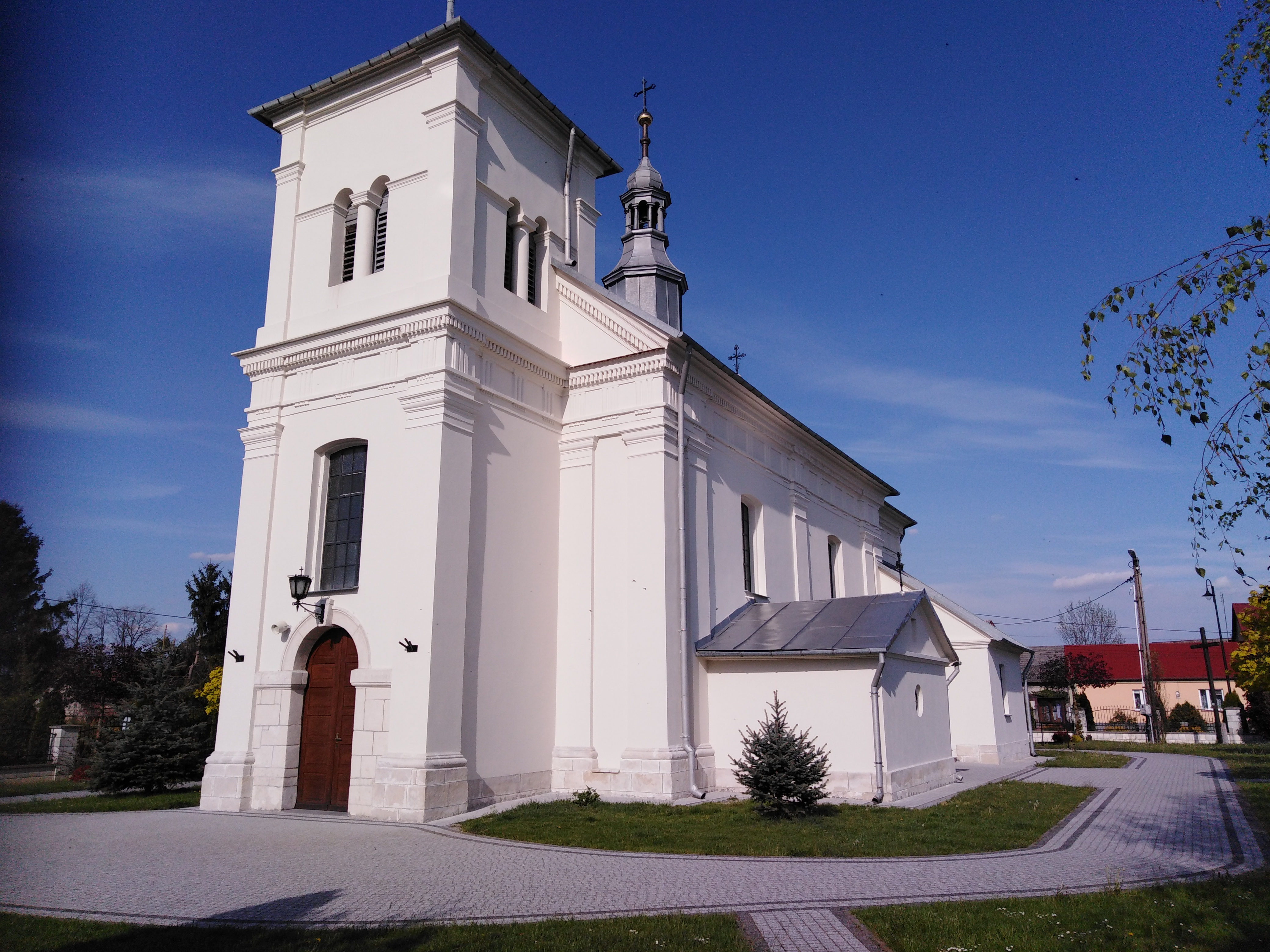
Kościół parafialny w Michałowie

Według źródeł kościelnych pierwszy kościół w Michałowie miał postawić Dobiesław kasztelan krakowski w 1375 roku. Nazwa pochodzi od imienia Michał. Skoro postawiono tu kościół, wieś musiała istnieć już wcześniej. Istniał wtedy zapewne drewniany kościół. W 1410 kroniki zanotowały Mikołaja z Michałowa, był on jednym z dowódców pod Grunwaldem. Pod tą samą datą zanotowano, że Jakusza z Michałowa uzyskał dziesięcinę snopową dla miejscowego kościoła oraz karczmę zwaną chadalińską. Powyższy dokument został potwierdzony w 1454 roku przez Jana Długosza.
W XV wieku stał już tu kościół murowany. Dziedzicem wsi w połowie XV wieku był Jan Kurozwęcki herbu Róża. Wieś miała 7 łanów kmiecych, karczmę i młyn na rzece.
Po Kurozwęckich Michałów przechodzi na własność Myszkowskich w ramach klucza pińczowskiego. W 1579 roku Michałów należał już do Myszkowskich. Mieszkało w tym czasie we wsi 25 kmieci na 12 i pół łanach ziemi. Mieszkało też we wsi dwunastu zagrodników, dziewiętnastu komorników, pięciu rzemieślników i dwóch rybaków. Michałów był więc bardzo dużą wsią i ważnym ośrodkiem rzemieślniczym. W 1598 roku za czasów biskupa Radziwiłła zanotowano pierwsze wzmianki o szkolnictwie w tym terenie. Zanotowano nazwisko kierownika szkoły parafialnej Kaspra Prędoty z Kleczy. Kierownik posiadał dom z ogródkiem i pobierał 8 zł pensji od proboszcza.
Na początku XVII wieku kierownikiem szkoły był Piotr Krzanowita. Po potopie szwedzkim lustracje kościelne nie wspominają już o szkole.
W 1657 roku we wsi przebywał Stefan Czarniecki.
W 1732 roku według lustracji kościelnej w parafii Michałów było 467 osób. Zanotowano w tymże roku 22 chrzty, 25 pogrzebów i 11 ślubów. Mieszkało też we wsi 16 Żydów. W 1827 roku było tu tylko 5 domów i 82 mieszkańców.
W XIX wieku wieś był już własnością Dembińskich. W połowie XIX wieku przy pomocy Amelii Dembińskiej, dziedziczki Michałowa, postawiono nowy kościół istniejący do dziś. We wsi w XIX wieku istniała szkoła początkowa. W końcu XIX wieku parafia Michałów liczyła 703 dusze. W tym czasie wieś miała 80 samodzielnych gospodarzy i liczyła 678 mórg ziemi.
Po powstaniu listopadowym dobra ziemskie Michałów będące własnością Jana Olrycha Szanieckiego zostały skonfiskowane za jego udział w powstaniu, a on sam został skazany na karę śmierci.
Na przełomie XIX i XX wieku dobra Michałów składały się z folwarków: Michałów, Podlesie i Terczyn.
Ostatnimi właścicielami Michałowa był Antoni Dembiński, inżynier elektryk.
W 1941 roku folwarki Góry i Michałów zostały przejęte przez Niemców. Właściciel majątku został usunięty.
Józef i Antoni Dembińscy mieli brata Henryka, który był profesorem na lubelskim KUL-u. Jako porucznik rezerwy brał udział w kampanii wrześniowej w 2 Pułku Strzelców Konnych. Uniknął niewoli i brał udział w działaniach AK w rzeszowskim.
Od 8 sierpnia 1944 roku w Michałowie działał niemiecki obóz pracy, w którym jednorazowo przebywało 600 osób, a przewinęło się około 10 000 osób, z okolicznych wsi, powiatu jędrzejowskiego i włoszczowskiego. Obóz znajdował się w dużej dworskiej stodole i spichlerzu [...] Budynek był z cegieł, ale ułożonych tak, że pomiędzy cegłami były dziury. Zimą wiatr hulał wewnątrz, przemarznięci więźniowie próbowali zasłaniać je wiązkami słomy. Ludność z okolicy przynosiła żywność. Niemieckie kierownictwo obozu mieszkało na plebanii (ksiądz był zmuszony mieszkać u parafian). Załoga była bardzo brutalna, znęcała się nad więźniami (z zeznań wójta Franciszka Matuszczyka złożonych 3 czerwca 1947 r. i relacji żony przetrzymywanego w tym obozie Stanisława Bartosika). Więźniowie z tego obozu pracowali przy kopaniu dużych (głębokości ponad 2,5 m i szerokości u góry ok. 6,5 m) rowów przeciwczołgowych stanowiących część niemieckiej linii umocnień A1 – „Venus”, zachowanej do dziś na odcinku do Młodzaw Dużych.
W latach 1954–1972 wieś należała i była siedzibą władz gromady Michałów. W latach 1975–1998 miejscowość należała administracyjnie do województwa kieleckiego.

## Atrakcje turystyczne
We wsi znajduje się Stadnina Koni Michałów, wiodący ośrodek hodowli koni arabskich, której twórcą i długoletnim dyrektorem był Ignacy Jaworowski.

## Zabytki

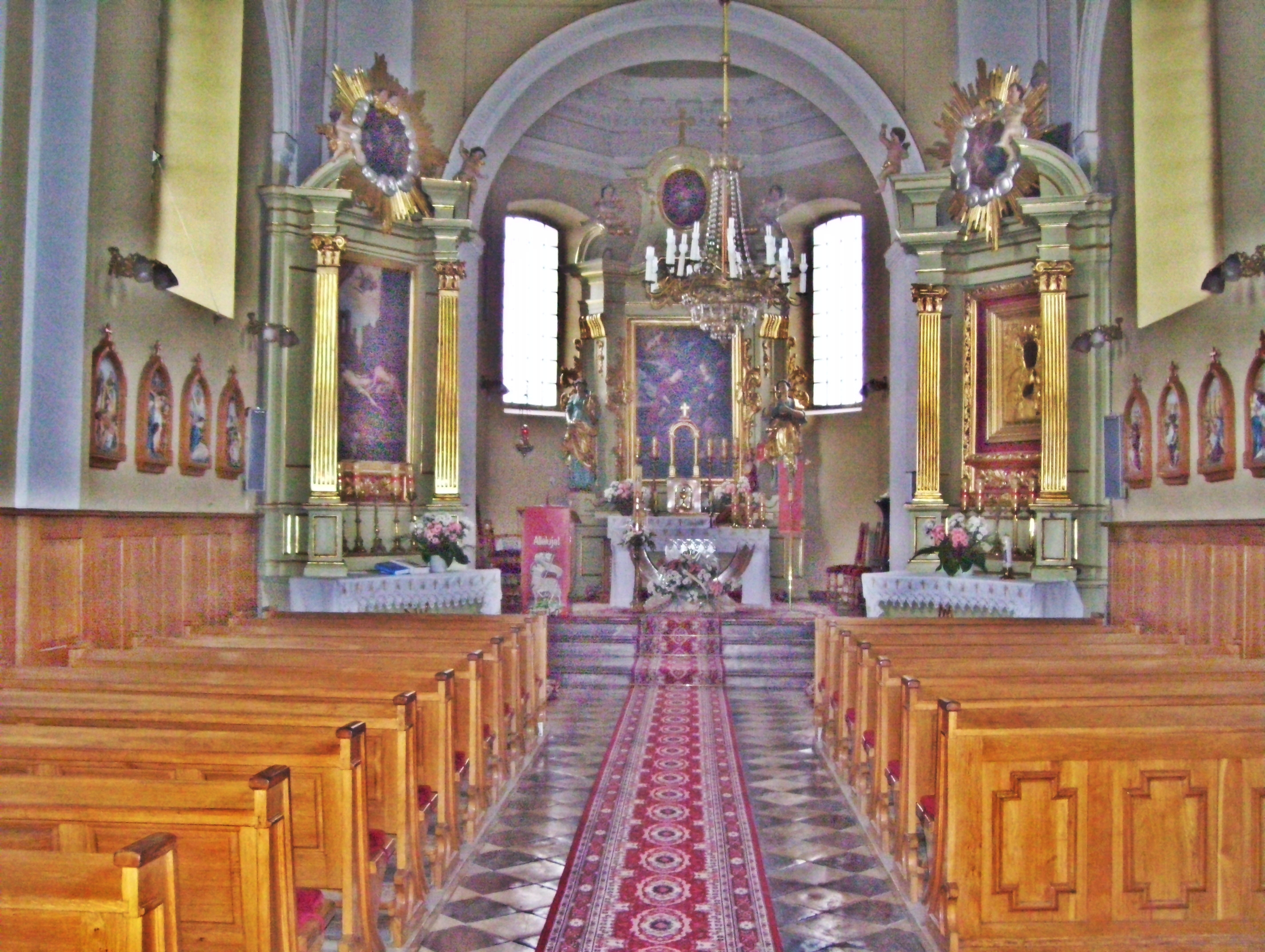
Wnętrze kościoła p.w. św. Wawrzyńca w Michałowie

Kościół pw. św. Wawrzyńca, wpisany do rejestru zabytków nieruchomych (nr rej.: A.641 z 15.01.1957 i z 21.06.1967). Kościół wzniesiony w latach 1852–1853 jest murowany, jednonawowy, z krótkim zamkniętym wielobocznie prezbiterium. Kościół był konsekrowany 26 V 1891 r. przez bpa Tomasza Kulińskiego. Ołtarze: główny i dwa boczne, wykonane zostały w stylu barokowym. W 1999 r. wymalowane zostało wnętrze świątyni i odnawiano ołtarze. W 2019 roku odnowiona została elewacja zewnętrzna.

## Ochotnicza Straż Pożarna
Od 1922 w Michałowie działa Ochotnicza Straż Pożarna, włączona do Krajowego Systemu Ratowniczo-Gaśniczego. Założycielami jednostki byli Stanisław Kwiecień (kierownik szkoły podstawowej), Jan Grzybczak, Jan Paw oraz Mieczysława Duszyk. W 1928 roku zbudowano drewnianą remizę, którą w 1949 zastąpiono obiektem murowanym. Kolejny obiekt wraz z garażami OSP otrzymało w 1970 roku.

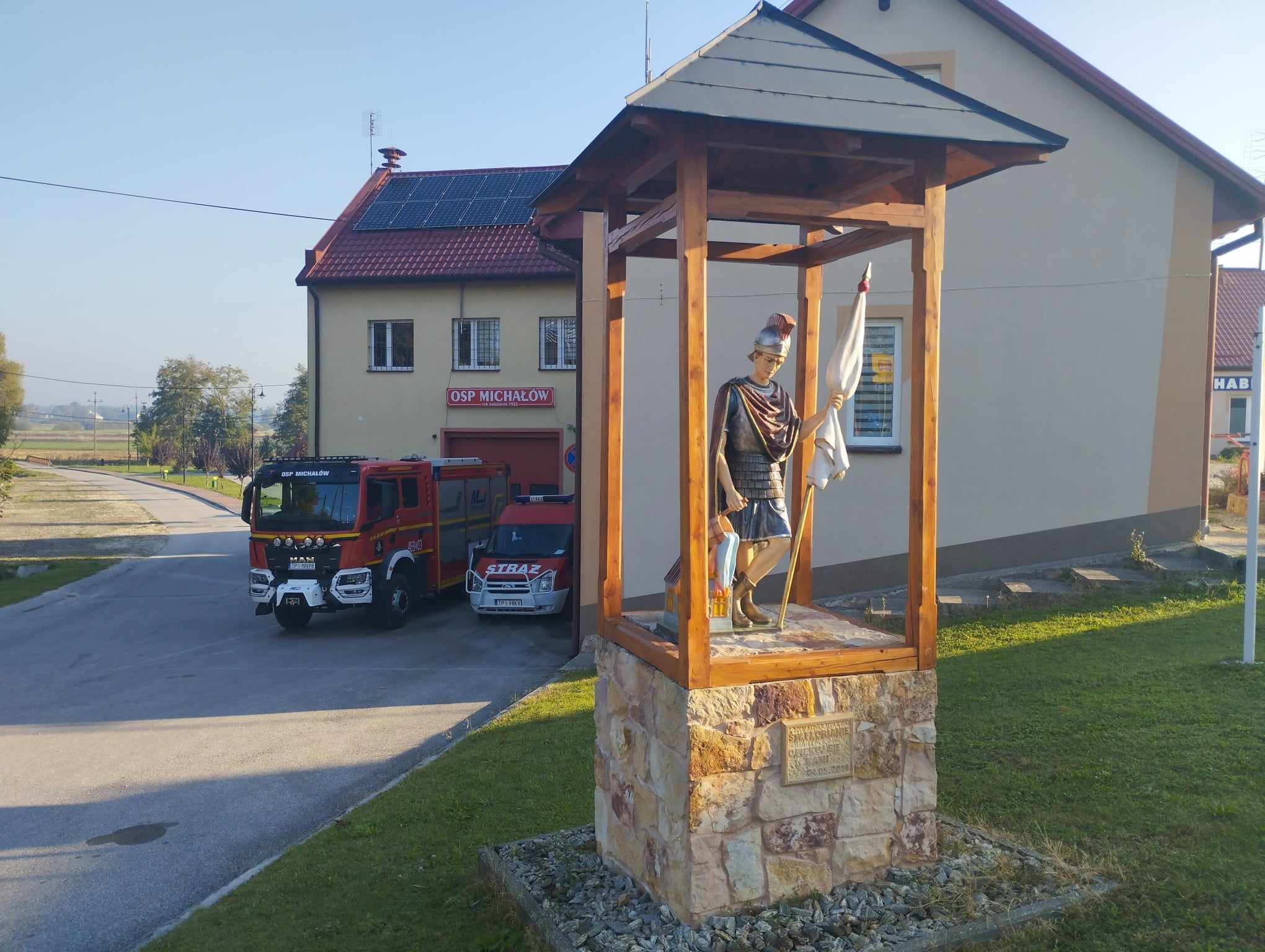
OSP Michałów

Jednostka ma na swoim wyposażeniu dwa samochody ratowniczo-gaśnicze: MAN GBA 18.320 (od 2024, zastąpił Iveco Eurocargo GBA 3/29 z 2017) oraz Ford Transit GLM (od 2012). Pierwszymi pojazdami będącymi na wyposażeniu OSP były Żuk (od 28 maja 1972) oraz samochód gaśniczy marki Star (od 20 sierpnia 1972).
28 maja 1948 roku poświęcono sztandar OSP. Kolejne sztandary jednostka otrzymywała 27 maja 1973 i w 2015 (poświęcony w maju 2016). 10 maja 1951 roku nastąpiło poświęcenie pierwszej motopompy. W roku 2022 jednostka Ochotniczej Straży Pożarnej w Michałowie obchodziła stulecie swego powstania.

## Szkolnictwo
W Michałowie mieści się Zespół Placówek Oświatowych oraz Przedszkole.

## Ludzie związani z Michałowem
- Ignacy Jaworowski (1924-2004) – wieloletni dyrektor Stadniny Koni w Michałowie,
- Jerzy Białobok – prezes stadniny koni w latach 1997–2016.

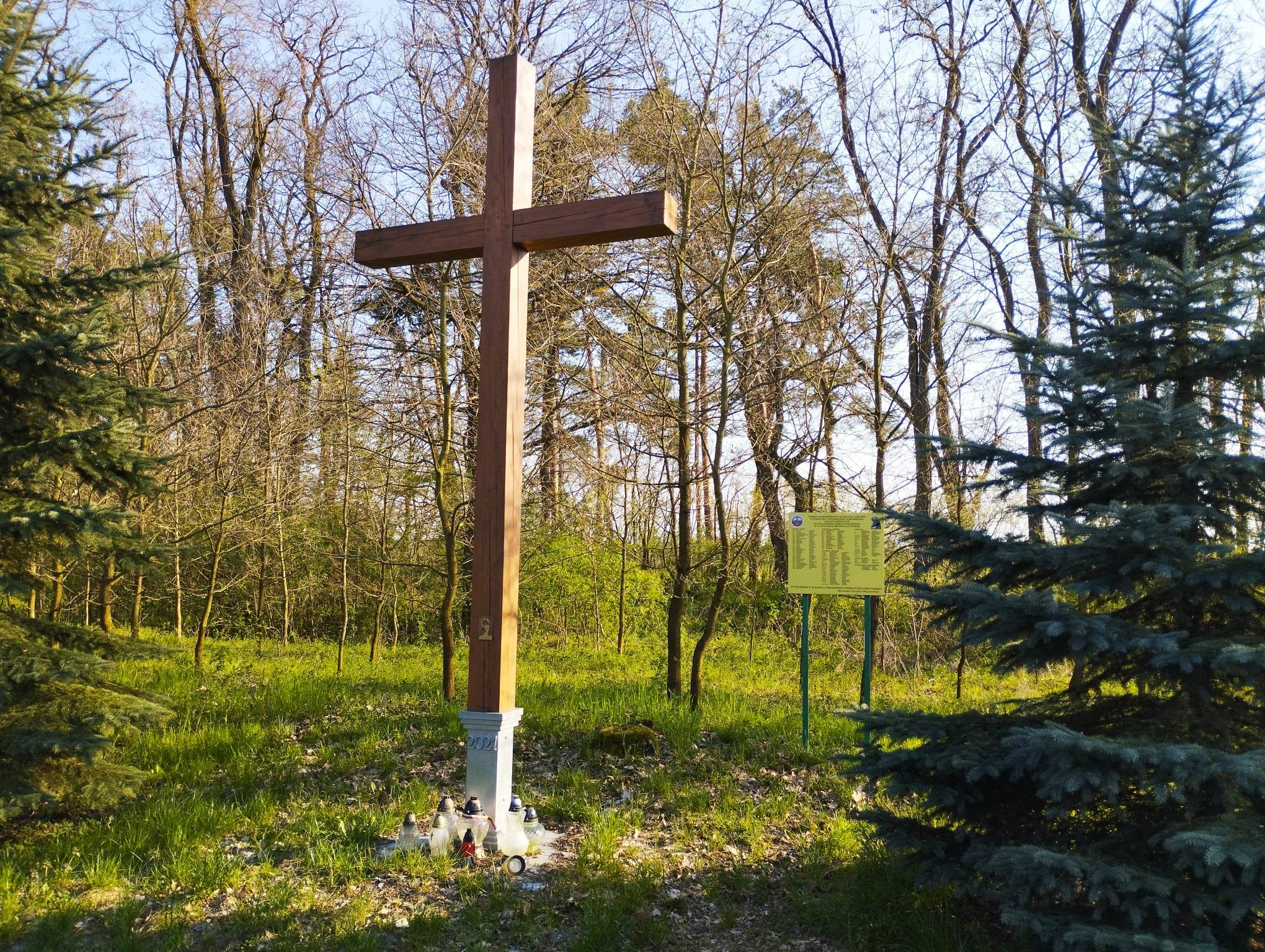
Miejsce pamięci ofiar zbrodni katyńskiej w Michałowie (2023)

## Inne informacje
Na miejscowym cmentarzu znajduje się grób żołnierza Wojska Polskiego o nieznanym nazwisku, który został zamordowany w Michałowie przez hitlerowców w początkach września 1939 roku.
W lesie nieopodal przysiółka Kwietniówka znajduje się drewniany krzyż upamiętniający oficerów Wojska Polskiego pomordowanych w Katyniu. W tym samym lesie, od strony drogi do Pińczowa, Niemcy 02 marca 1942 roku bestialsko zamordowali pięć mieszkanek Radomia, które były przetrzymywane w hitlerowskim więzieniu w Pińczowie. W 1948 roku ciała pomordowanych zostały ekshumowane i przeniesione na cmentarzyk "Zawięzienie" w Pińczowie. Dziś w miejscu ich tragicznej śmierci znajduje się symboliczna mogiła wraz z pamiątkową tablicą.